# Третьяков, Николай Николаевич (Герой Советского Союза)
Николай Николаевич Третьяков (1916—1956) — участник Великой Отечественной войны, Герой Советского Союза (1945).

## Биография
Николай Третьяков родился 5 декабря 1916 года в Гдове. Окончил семь классов школы. В 1936 году Третьяков был призван на службу в Рабоче-крестьянскую Красную Армию. В 1942 году он окончил Горьковское танковое училище. С марта 1943 года — на фронтах Великой Отечественной войны.
К августу 1944 года гвардии младший лейтенант Николай Третьяков командовал танком 36-й гвардейской танковой бригады 4-го гвардейского механизированного корпуса 3-го Украинского фронта. Отличился во время освобождения Молдавской ССР. 23 августа 1944 года экипаж Третьякова прорвал немецкую оборону и вышел к окраине села Сарата-Резешь Леовского района, перерезав немецким частям путь к переправе через Прут. В тех боях им было уничтожено 2 танка, 4 артиллерийских орудия, несколько десятков автомашин.
Указом Президиума Верховного Совета СССР от 24 марта 1945 года за «образцовое выполнение боевых заданий командования на фронте борьбы с немецкими захватчиками и проявленные при этом мужество и героизм» гвардии младший лейтенант Николай Третьяков был удостоен высокого звания Героя Советского Союза с вручением ордена Ленина и медали «Золотая Звезда» за номером 633.
После окончания войны Третьяков продолжил службу в Советской Армии. Умер в Таллине 26 марта 1956 года.
Почётный гражданин города Комрат. Был также награждён рядом медалей.
В честь Третьякова названы улицы в Гдове и Комрате.